# Walgett Shire Council
Walgett Shire Council is een Local Government Area (LGA) in de Australische deelstaat New South Wales.